# Pagliacci (opera)
Pagliacci è un'opera teatrale di Ruggero Leoncavallo rappresentata per la prima volta al Teatro dal Verme di Milano il 21 maggio 1892, con Fiorello Giraud (Canio), Adelina Stehle (Nedda), Victor Maurel (Tonio), Francesco Daddi (Beppe), Mario Roussel (Silvio) e la direzione di Arturo Toscanini.
Fin da poco tempo dopo la prima esecuzione è di frequente rappresentata insieme a Cavalleria rusticana di Pietro Mascagni (1890), con la quale è considerata una delle più rappresentative opere veriste.

## Storia

### Origine dell'opera
Stando alle parole dello stesso compositore, l'opera si ispira a un delitto realmente accaduto a Montalto Uffugo, in Calabria, dove il compositore visse da bambino alcuni anni. Secondo i documenti dell'epoca, il suo tutore, Gaetano Scavello, era in relazione con una donna del luogo, della quale era innamorato anche un certo Luigi D'Alessandro: questi, geloso della donna e insultato pubblicamente dal tutore di Leoncavallo, la notte del 5 marzo 1865 accoltellò Scavello all'uscita da un teatro, aiutato dal fratello Giovanni; la vittima morì poche ore dopo, ma fece i nomi degli assassini, che furono condannati dal padre di Leoncavallo, magistrato a Montalto. Leoncavallo in seguito affermò che l'assassinio si svolse sotto i suoi occhi e che fu eseguito da un pagliaccio che aveva appena ucciso la propria moglie, poiché sosteneva di aver trovato tra i suoi vestiti un biglietto di Scavello.
Quando nel 1894 l'opera fu tradotta in francese, il poeta, drammaturgo e librettista Catulle Mendès accusò Leoncavallo di plagio, poiché riteneva che la trama ricalcasse quella della sua opera La Femme de Tabarin, del 1887 (entrambe prevedevano una commedia all'interno dell'opera, un uomo geloso, la commedia che si trasforma in realtà con l'uccisione della donna per gelosia); Leoncavallo si difese sostenendo che la trama era ispirata al fatto di cronaca di cui era stato testimone da bambino e rilevò che anche l'opera di Mendès era passibile di plagio, poiché assomigliava ad altre precedenti, come Un drama nuevo di Manuel Tamayo y Baus; Mendès ritirò allora l'accusa.

### Prima rappresentazione
L'opera s'intitolava originariamente Pagliaccio, ma il baritono francese Victor Maurel, che aiutò Leoncavallo ad organizzare la prima rappresentazione, non voleva che il suo ruolo (Tonio) passasse in secondo piano in favore di quello del tenore (Canio); l'editore, per evitare di mettere a rischio la prima, mutò il titolo in Pagliacci.
L'opera fu rappresentata per la prima volta a Milano il 21 maggio 1892, diretta da un giovane e poco conosciuto Arturo Toscanini, e ottenne subito un grande successo, che Leoncavallo non riuscì più ad ottenere con le sue successive opere; nel giro di due anni fu tradotta in molte lingue europee e, per via della sua brevità (circa un'ora), fu spesso accoppiata ad un'altra breve opera di stampo verista, Cavalleria rusticana di Mascagni.

## Trama
Dopo un'introduzione strumentale, la rappresentazione inizia a sipario calato, con un baritono, in genere quello che interpreta Tonio, solitamente nel costume che vestirà più avanti come Taddeo, che si presenta al proscenio come "Prologo" (Si può?, si può?), fungendo da portavoce dell'autore ed enunciando i principi informatori e la poetica dell'opera.
La piccola compagnia teatrale itinerante composta dal capocomico Canio, dalla moglie Nedda e dai due commedianti Tonio e Beppe giunge in un paesino del sud Italia per inscenare una commedia. Canio non sospetta che la moglie, molto più giovane, lo tradisca con Silvio, un contadino del luogo, ma Tonio, fisicamente deforme, che ama Nedda e ne è respinto, lo avvisa del tradimento. Canio scopre i due amanti che si promettono amore, ma Silvio fugge senza essere visto in volto. L'uomo vorrebbe scagliarsi contro la moglie, ma arriva Beppe a sollecitare l'inizio della commedia perché il pubblico aspetta. Canio non può fare altro, nonostante il turbamento, che truccarsi e prepararsi per lo spettacolo (Vesti la giubba).
Dopo un intermezzo sinfonico, Canio/Pagliaccio deve impersonare nella farsa un marito tradito, ma la realtà prende il sopravvento sulla finzione (No, Pagliaccio non son) ed egli riprende il discorso interrotto poco prima, rinfacciando a Nedda/Colombina la sua ingratitudine e dicendole che il suo amore è ormai mutato in odio per la gelosia. La donna, intimorita, cerca di mantenere un tono da commedia, ma poi, minacciata, reagisce con asprezza. Beppe vorrebbe intervenire, ma Tonio, eccitato dalla situazione, di cui è responsabile con la sua delazione, glielo impedisce, mentre gli spettatori, dapprima attratti dalla trasformazione della farsa in dramma, comprendono troppo tardi che ciò che stanno vedendo non è più finzione. Di fronte al rifiuto di Nedda di dire il nome del suo amante, Canio accoltella a morte prima lei e poi Silvio, presente tra il pubblico, accorso sul palco per soccorrerla.
A tragedia compiuta, secondo la partitura originale, Tonio/Taddeo esclama beffardo e compiaciuto, rivolgendosi al pubblico: "La commedia è finita!". Tale battuta passò molto presto a Canio, divenendo la prassi esecutiva abituale.

## Organico orchestrale
Le partiture di Leoncavallo prevedono l'utilizzo di:
- 3 flauti (III anche ottavino), 2 oboi, corno inglese, 2 clarinetti, clarinetto basso, 3 fagotti
- 4 corni, 3 trombe, 3 tromboni, tuba
- timpani, grancassa, piatti, triangolo, glockenspiel, tam-tam, campane tubolari
- 2 arpe
- archi

Da suonare sul palco:
- oboe, tromba, violino, grancassa, 3 campane

## Brani famosi
- "Si può?", Tonio (Prologo)
- "Son qua, ritornano!", Coro (Atto I)
- "Qual fiamma avea nel guardo", Nedda (Atto I)
- "Vesti la giubba", Canio (Atto I)
- "Canzone di Arlecchino", Beppe (Atto II)
- "No, Pagliaccio non son", Canio (Atto II)

## Discografia
| Anno | Cast (Canio, Nedda, Tonio, Silvio, Beppe)                                            | Direttore                   |
| ---- | ------------------------------------------------------------------------------------ | --------------------------- |
| 1929 | Alessandro Valente, Adelaide Saraceni, Apollo Granforte, Leonildo Basi, Nello Palai  | Carlo Sabajno               |
| 1930 | Francesco Merli, Rosetta Pampanini, Carlo Galeffi, Gino Vanelli, Giuseppe Nessi      | Lorenzo Molajoli            |
| 1934 | Beniamino Gigli, Iva Pacetti, Mario Basiola, Leone Paci, Giuseppe Nessi              | Franco Ghione               |
| 1951 | Richard Tucker, Lucine Amara, Giuseppe Valdengo, Clifford Harvuot, Thomas Hayward    | Fausto Cleva                |
| 1953 | Jussi Björling, Victoria de los Ángeles, Leonard Warren, Robert Merrill, Paul Franke | Renato Cellini              |
|      | Mario Del Monaco, Clara Petrella, Afro Poli, Aldo Protti, Piero De Palma             | Alberto Erede               |
| 1954 | Giuseppe Di Stefano, Maria Callas, Tito Gobbi, Rolando Panerai, Nicola Monti         | Tullio Serafin              |
| 1958 | Gianni Poggi, Aureliana Beltrami, Aldo Protti, Walter Monachesi, Alfredo Nobile      | Ugo Rapalo                  |
| 1959 | Mario Del Monaco, Gabriella Tucci, Cornell MacNeil, Renato Capecchi, Piero De Palma  | Francesco Molinari Pradelli |
| 1960 | Franco Corelli, Lucine Amara, Tito Gobbi, Mario Zanasi, Mario Spina                  | Lovro von Matačić           |
| 1965 | Carlo Bergonzi, Joan Carlyle, Giuseppe Taddei, Rolando Panerai, Ugo Benelli          | Herbert von Karajan         |
| 1967 | James McCracken, Pilar Lorengar, Robert Merrill, Tom Krause, Ugo Benelli             | Lamberto Gardelli           |
| 1971 | Plácido Domingo, Montserrat Caballé, Sherrill Milnes, Barry McDaniel, Leo Goeke      | Nello Santi                 |
| 1977 | Luciano Pavarotti, Mirella Freni, Ingvar Wixell, Lorenzo Saccomani, Vincenzo Bello   | Giuseppe Patanè             |
| 1979 | José Carreras, Renata Scotto, Kari Nurmela, Thomas Allen, Ugo Benelli                | Riccardo Muti               |
| 1983 | Plácido Domingo, Teresa Stratas, Juan Pons, Alberto Rinaldi, Florindo Andreolli      | Georges Prêtre              |
| 1992 | Luciano Pavarotti, Daniela Dessì, Juan Pons, Paolo Coni, Ernesto Gavazzi             | Riccardo Muti               |
| 2000 | José Cura, Barbara Frittoli, Carlos Álvarez, Simon Keenlyside, Charles Castronovo    | Riccardo Chailly            |

## Videografia
| Anno | Interpreti (Canio, Nedda, Tonio, Silvio, Arlecchino)                            | Direttore        | Regista                            | Etichetta |
| ---- | ------------------------------------------------------------------------------- | ---------------- | ---------------------------------- | --------- |
| 1961 | Mario Del Monaco, Gabriella Tucci, Aldo Protti, Attilio D'Orazi, Antonio Pirino | Giuseppe Morelli | non pervenuto                      | VAI       |
| 1983 | Plácido Domingo, Teresa Stratas, Juan Pons, Alberto Rinaldi, Florindo Andreolli | Georges Prêtre   | Franco Zeffirelli                  | Philips   |
| 1994 | Luciano Pavarotti, Teresa Stratas, Juan Pons, Dwayne Croft, Kenn Chester        | James Levine     | Franco Zeffirelli, Fabrizio Melano | DG        |

## Nella cultura di massa
Pagliacci ha acquisito una grande notorietà anche nella cultura di massa. 
Nel 1943 l'opera è stata oggetto di un adattamento cinematografico (diretto da Giuseppe Fatigati). 
Molte opere cinematografiche e trasmissioni televisive contengono parodie o riferimenti all'opera, tra le quali serie di grande popolarità come I Simpson, e numerosi film o videogiochi contengono citazioni o utilizzano la musica delle sue arie più celebri.
Freddie Mercury, noto estimatore della lirica italiana, omaggia l'opera in questione nel brano It's a Hard Life inciso con i Queen nel 1984. 
Nel film Tre uomini e una gamba (1997), Giovanni, mentre guida, intona l'aria Vesti la giubba con tanta enfasi da sbandare.
L'opera compare anche nel film The Untouchables - Gli intoccabili (1987) di Brian De Palma, quando Al Capone (Robert De Niro) assiste all'opera durante l'aria Vesti la giubba viene informato dal suo sicario dell'uccisione del poliziotto irlandese Jimmy Malone (Sean Connery). Appresa la notizia, Capone si commuove ascoltando la famosa aria, mostrando un ghigno soddisfatto.
Il rapper italiano Marracash e i produttori Zef e Marza hanno campionato “Vesti la giubba” per l’intro del brano Pagliaccio contenuto nell’album Noi, loro, gli altri.
Nel videogioco Balatro uno dei Jolly leggendari sbloccabili si chiama Canio in riferimento all'omonimo personaggio dell'opera.